# Canthydrus notula
Canthydrus notula is een keversoort uit de familie diksprietwaterkevers (Noteridae). De wetenschappelijke naam van de soort werd in 1843 gepubliceerd door Wilhelm Ferdinand Erichson.